# Drepanocentron mindoricum
Drepanocentron mindoricum är en nattsländeart som beskrevs av Wolfram Mey 1995. Drepanocentron mindoricum ingår i släktet Drepanocentron och familjen Xiphocentronidae. Inga underarter finns listade i Catalogue of Life.